# Hagaparken

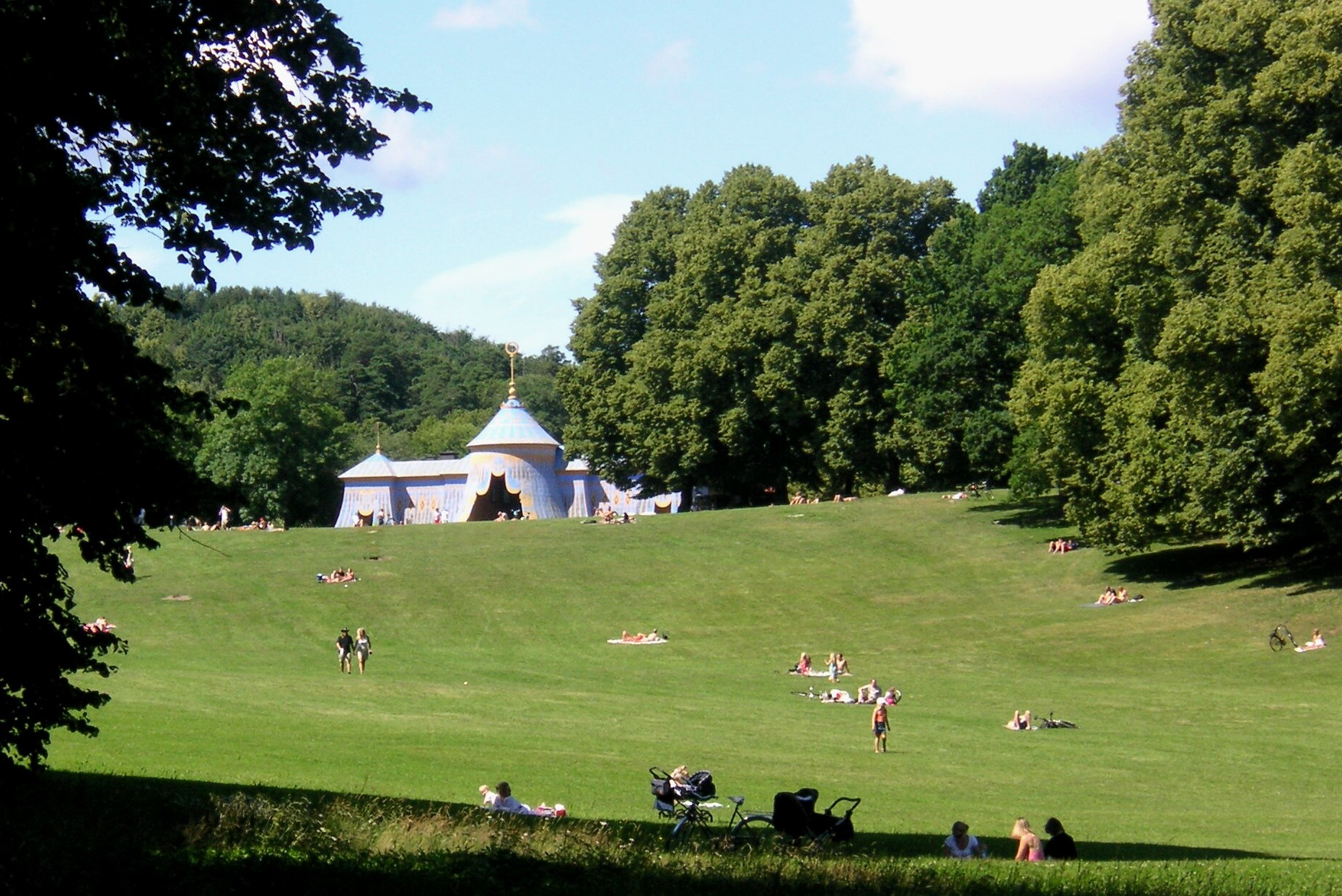
Stora pelousen, Hagaparkens stora gräsmatta, framför koppartälten.

Hagaparken är en engelskinspirerad park i Haga i Solna kommun i Stockholms län, som anlades på initiativ av Gustav III, varför den även kallas Gustavianska Parken. Den ligger vid Brunnsvikens västra strand och sträcker sig från Stallmästaregården i söder (nära Stockholms innerstads norra kant) till Frösundavik i norr. 
I parken finns idag en rad olika paviljonger och tempel som till exempel Turkiska kiosken, Koppartälten, Kinesiska paviljongen och Ekotemplet. Där finns även Haga slott samt grunden till ett aldrig färdigbyggt lustslott kallat Haga slottsgrund. Parkens totala yta omfattar 144 hektar som ingår i sin helhet i Kungliga nationalstadsparken.

## Historik

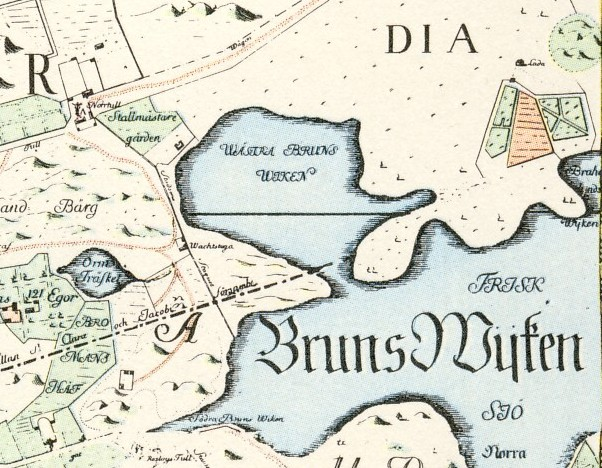
Södra Brunnsviken, Petrus Tillaeus karta 1733. Norr är till höger.

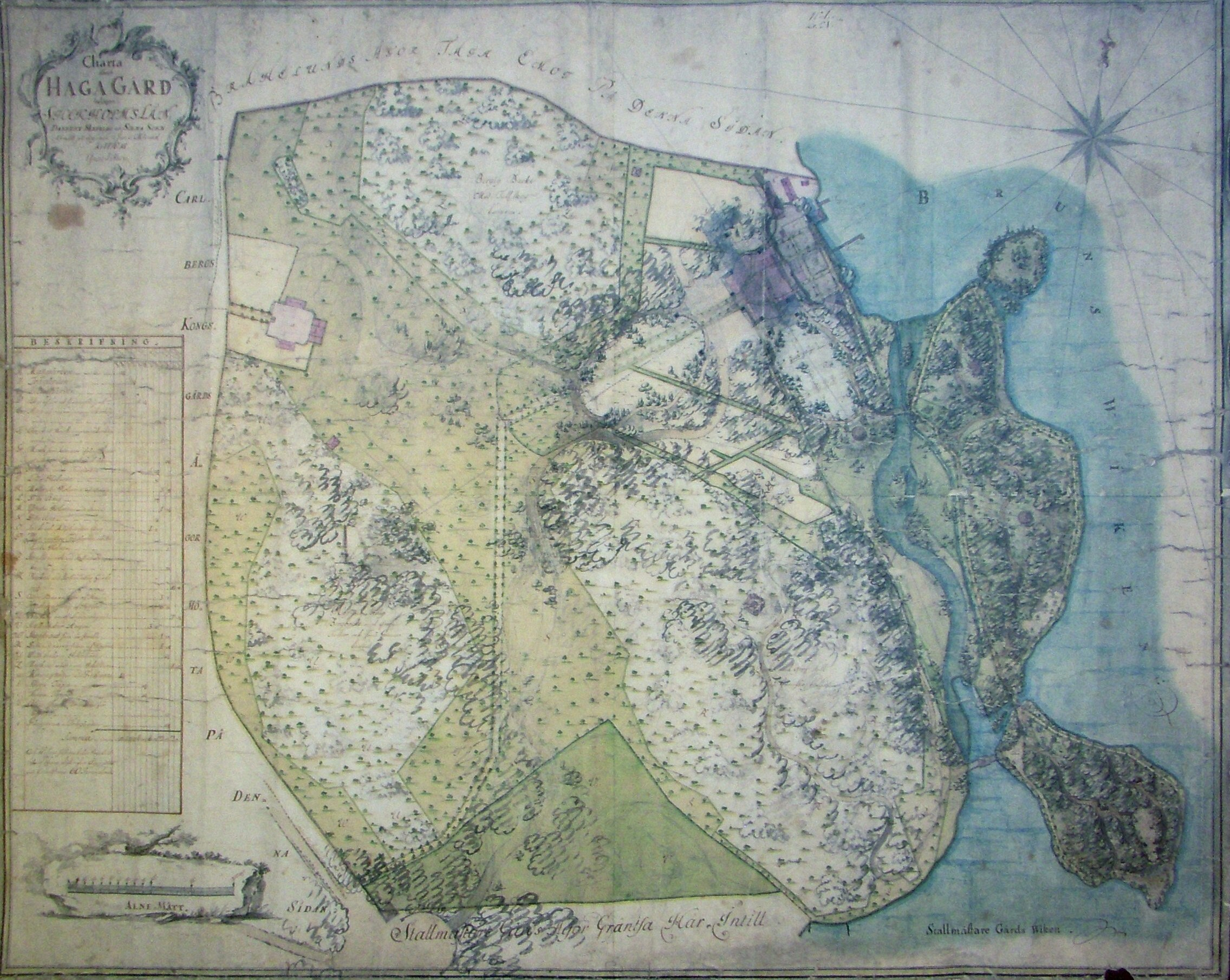
Tidig Hagakarta av Isaac Lithov, 1770-tal.

Som framgår av Petrus Tillaeus karta från 1733 var trakten vid Brunnsvikens sydöstra strand i början av 1700-talet ett lantligt, naturskönt område. Här fanns flera utvärdshus som Kräftriket, Stallmästaregården, Norrbacka och Hagalund. Den blivande lustparken hade också ett värdshus, som låg i Gamla Haga. 
Gustav III hade fostrats och utbildats i upplysningens ideal. Att leva nära naturen låg i tiden och ett möte mellan honom och naturfilosofen Jean-Jacques Rousseau i Paris 1771 skattade kungen särskilt högt. Dåvarande kronprins Gustav (senare Gustav III) hyrde Haga gård (Gamla Haga) över sommaren 1767 och fyra år senare köpte den nyblivna kungen gården. Gustav III:s plan var ursprungligen att anlägga en mindre engelsk park vid Haga och åren 1771–1780 byggdes en enkel park med promenadvägar på Brunnsvikens tre holmar. En plan för denna enklare parkanläggning upprättades kring 1770 av lantmätaren Isaac Lithov. 1785 förvärvade Gustav III även Brahelunds gård. Genom detta köp utvidgades Hagaparken mot norr till mer än dubbel storlek. 
Haga blev en viktig plats dit Gustav III sökte sig när han behövde arbeta ostört. Dit drog han sig undan i flera dagar inför kröningen 1771, statskuppen 1772, krigsutbrottet 1788 samt riksdagarna 1786, 1789 och 1792.
Den nuvarande parken anlades 1780–1797. Arkitekterna bakom parken och dess byggnader var Fredrik Magnus Piper, Louis Jean Desprez, Olof Tempelman och Carl Christoffer Gjörwell d.y., för inredningar svarade Louis Masreliez. Även Gustav III utförde många egna skisser både till parken och till byggnaderna.

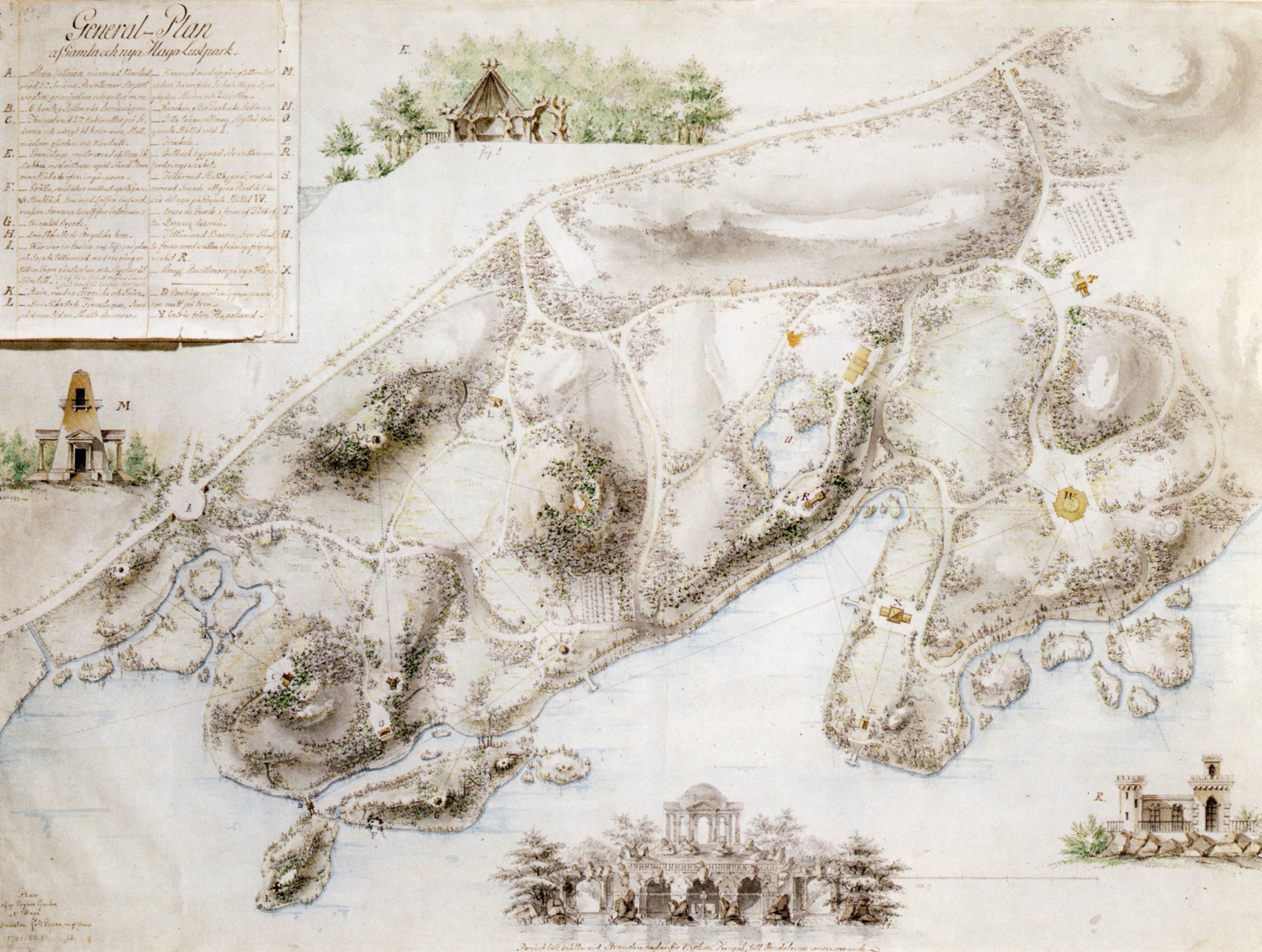
F.M. Pipers generalplan för Hagaparken 1781. Norr är till höger.

Piper var kungens i England utbildade parkarkitekt och intendent för de kungliga lustparken. 1781 presenterade han sin General-Plan af Gamla och nya Haga Lustpark för en engelsk park vid Haga. Han redovisade även befintliga och planerade byggnader i generalplanen. En viktig roll för placeringen av nya byggnader spelade så kallade syftlinjer eller siktaxlar, som Piper redovisade i planen. Meningen var att efter lövfällningen skulle vackra byggnaderna fånga ögonen och betraktarens intresse. Under vinterhalvåret kan man från Turkiska kiosken och Gamla Haga se Kinesiska paviljongen. En dominant placering fick det planerade lustslottet, Stora Haga slott (litt. W på planen) med fem syftlinjer, en av dem ända ner till Stockholms slott på knappt fem kilometers avstånd.
Terrängen längs Brunnsvikens sydvästra strand modellerades om för att skapa mjuka övergångar mellan hagmark och öppen mark samt mot pelouserna (de stora, sluttande gräsmattorna). Det som idag ser naturligt ut är alltså resultatet av omfattande markarbeten. Parken fick även två egna plantskolor. 1785 tog Johan Christian Ackermann över ledarskapet för Hagaparkens fortsatta anläggningsarbeten. 1787–1790 arbetade man med kanaler och holmar och fram till 1800 planterades 26 000 träd.
Hagaparken är den del som hann färdigställas innan Gustav III mördades 1792. Denne hade stora planer för hela detta område, som undan för undan växte fram. Kungen hade efter en Italien-resa 1783–1784, blivit inspirerad att göra Haga-Brunnsviken till ett område motsvarande Campagna Romana, därav de italienskklingande namnen runt Brunnsviken, som till exempel Albano, Frescati och Tivoli. Efter Gustav III död skrinlades de stora planerna för Hagaparken och de konstnärer som förknippats med Haga kunde se fram emot ett årtionde med få uppdrag och ekonomiska svårigheter. För en av dem, Louis Jean Desprez, väntade ren misär. Han framlevde sina sista år med ständiga problem att försörja sig.
Vid Gustav III:s begravning den 14 maj 1792 upplästes vad man kallade Personalier, alltså vad konungen åstadkommit under sin regering. I detta nämns Haga, och att kungen nyttjande det år 1770 köpta Gamla Haga som en tillflykt vilket också blev starten till parken och att han där skrev 1772 års regeringsform samt att han kallade sig Greven av Haga på sina utrikes resor, på slutet nämns även Haga slottsgrund, det ofullbordade slottet;
| ”                                                                                      | Den Park wid Hufvudstadens Tullport, där Konungen fordom sökte en tilflygt undan twånget och bullret: där i en låg och oprydd hydda Han sammanskrivit de Lagar, som stadgat Hans och Sveriges ära, och hwarifrån Han tog namnet när Han på utrikes orter bortlade Konunga-titueln, Haga tilwant sig Hans tycke genom förträffligheten af dess belägenhet och rika tilfällen til dess förädling. Om den uppmuntrande fägring hwaraf Haga prålar likasom uplifvar kärlek och förtroende till den Konungs Snille och Hjerta, som der welat tilbringa nöjets och hwilans stunder, huru blifwa icke där äfwen grundwalarne til den byggnad Han där endast hunnit lägga, rörande påminnelser af mycket annat Han icke hunnit at fullkomna? | „ |
| – Personalier, upläste vid högstsalig Konung Gustaf 3:djes begrafning den 14 Maj 1792. | |   |

## Hagaparken efter Gustav III:s tid

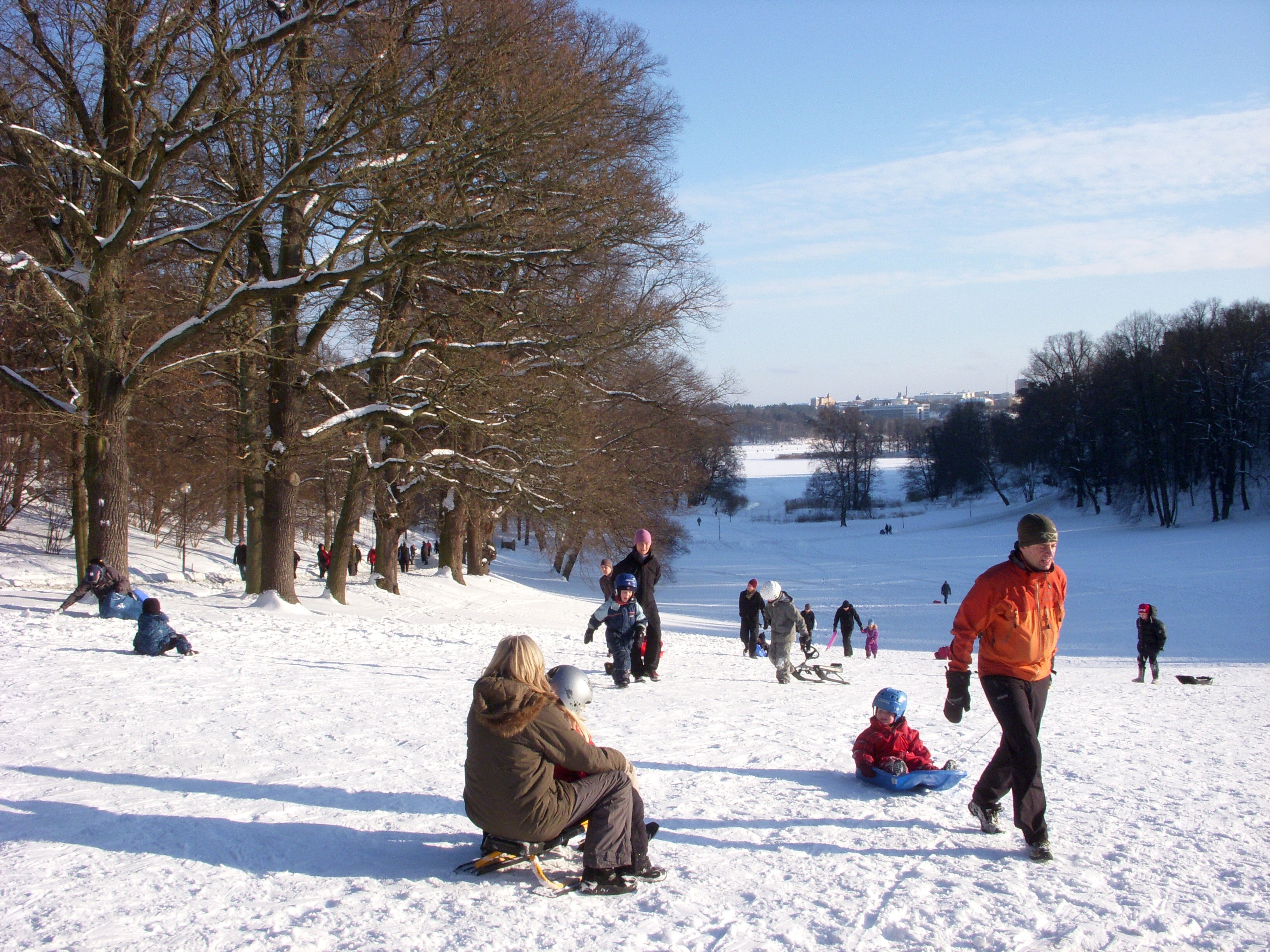
Hagaparkens stora pelouse vintern 2010.

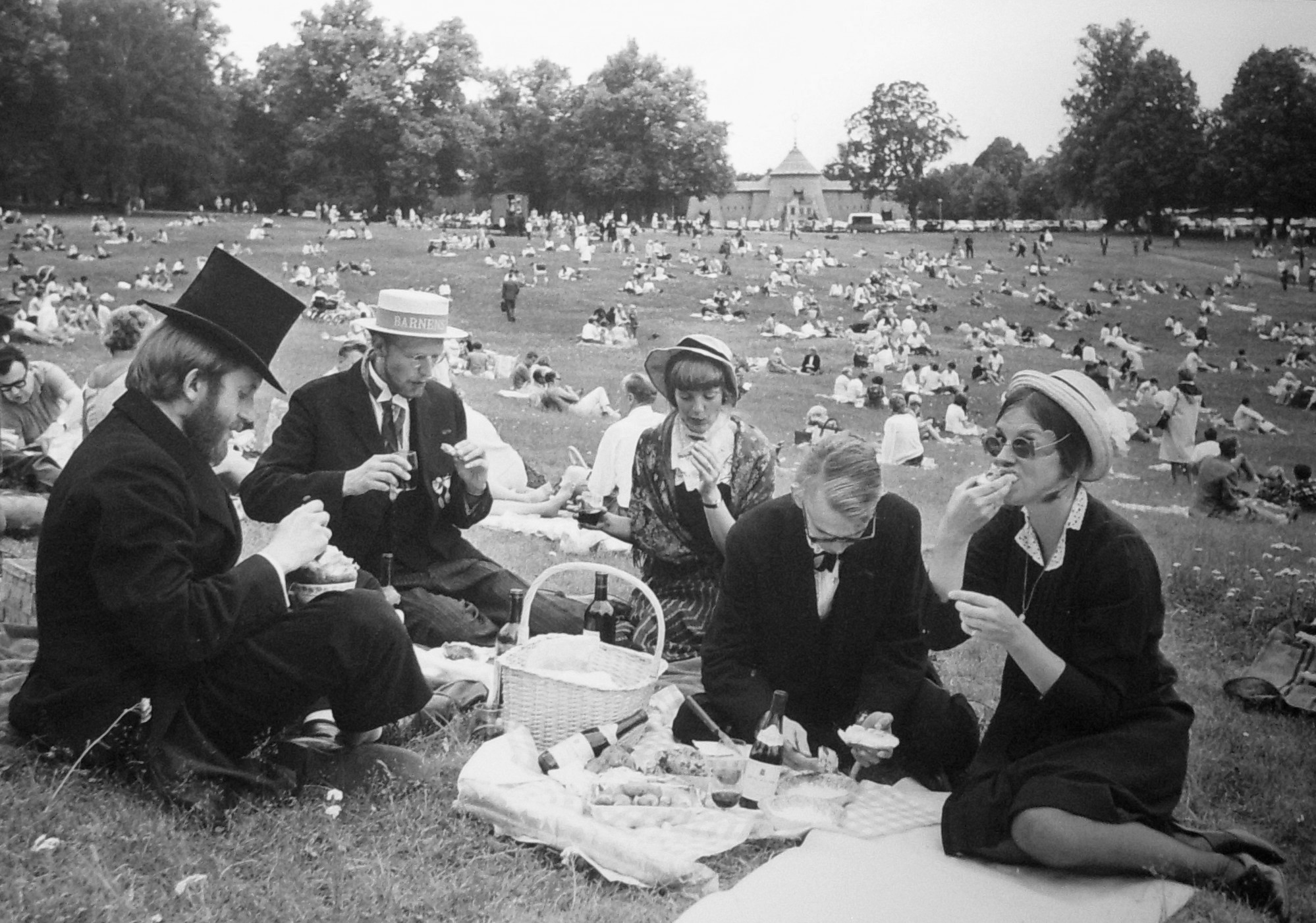
Bellman-festen 1967.

Sedan 1800-talet är Hagaparken ett omtyckt utflyktsmål för Stockholmarna. Att kungliga parker öppnades för folket var en tendens i hela Europa på denna tid. 1863 sänktes vattennivån i Brunnsviken med 1,25 meter och de redan grunda kanalerna söder om Haga slott och på Tingsslätten förstördes. Dessa områden blev nu gräsmatta, men man kan fortfarande ana de gamla kanalernas sträckning. 1869 revs en av parkens klenoder, Amor och Psyketemplet som var ett kärlekstempel ritat 1788 av Louis Jean Desprez i nyantikens stil.
År 1935 blev Hagaparken statligt byggnadsminne och sedan 1994 ingår den i Sveriges första nationalstadspark, Nationalstadsparken Stockholm-Solna. En av parkens mer framträdande topografiska platser är den cirka 25 meter höga Frösundatoppen eller i folkmun "Hagatoppen", som bildar parkens norra avslut. Toppen är en återskapning av Stockholmsåsen och består av schakt- och rivningsmassorna från rivningar under 1960-talet. 
I juli 1967 ägde Parkteaterns första "Bellman-fest" rum med bland annat picknick på den Stora Pelousen nedanför Koppartälten. Det framfördes sånglustspel och musik i Carl Mikael Bellmans anda. Festen firades årligen under cirka tio år och lockade många tusen besökare. Parkteatern hade sin mobila scenvagn stationerad i Hagaparken när den inte var på turné. Fram till 1975 fanns även Parkteaterns måleriverkstad här ute.
Hagaparken är i ett sådant utsökt skick att British Garden Society i England utsett parken till det bästa exemplet i världen på en engelsk park. Haga förvaltas idag av Statens fastighetsverk och Kungliga Djurgårdens Förvaltning.
Under åren 1939–1944 höll Stockholms stad sin fårhjord, i folkmun kallade Kungens får, i Hagaparken. De betade på pelousen nedanför koppartälten och var nattetid uppstallade i en byggnad som fortfarande kallas fårstallet.

## Byggnader i Hagaparken i urval
| Illustrationer | Namn                   | Byggår         | Byggnadstyp                      | Arkitekt                                         | Byggnadens korthistorik                               | Övrigt                                                        |
| -------------- | ---------------------- | -------------- | -------------------------------- | ------------------------------------------------ | ----------------------------------------------------- | ------------------------------------------------------------- |
|                | Amor och Psyketemplet  | 1788–95        | Tempel                           | Louis Jean Desprez                               | Byggnaden revs 1869                                   | En övervuxen kulle finns kvar                                 |
|                | Ekotemplet             | 1790           | Lusthus                          | Christoffer Gjörwell                             | Renoveringar 1846 och 1993                            | Användes som Gustav III:s utematsal                           |
|                | Ekonomibyggnaden       | 1780-tal       | Ekonomibyggnad                   | Tempelman och Desprez                            | Renoveringar 1850 genom Georg Theodor Chiewitz        | Ersattes 1932 av nuvarande ekonomibyggnad av Ragnar Hjorth    |
|                | Gamla Haga             | före 1767      | Kunglig bostad                   | Okänd                                            | Flyttades 1785 till nuvarande plats                   | Användes som bostad för Gustav III, numera privatbostad       |
|                | Gustav III:s paviljong | tillbyggd 1787 | Kunglig bostad                   | Olof Tempelman                                   | Renoveringar 1840 och 1946                            | Ingår i Hagaparkens visningar                                 |
|                | Haga slott             | 1802–05        | Kunglig bostad                   | Christoffer Gjörwell                             | Från 1966 svenska statens representationsplats        | Från 2010 bostad för kronprinsessan Victoria och prins Daniel |
|                | Stora Haga slott       | 1786–1792      | Lustslott och konstgalleri       | Louis Jean Desprez                               | 1792 avbryts alla arbeten                             | Källargrunden finns kvar, kallad "Haga slottsruin"            |
|                | Kinesiska paviljongen  | 1787           | Lusthus                          | Louis Jean Desprez                               | Renoveringar 1974 och 1998                            | I paviljongens mitt stod ett stort åttkantigt bord            |
|                | Koppartälten           | 1787–90        | Logementsbyggnad                 | Tempelman (planritningar), Desprez (tältfasaden) | Brand 1953, uppbyggd 1964, renoveringar 1978 och 1983 | Idag restaurang, café, museum och privatbostad                |
|                | Stora stallet          | 1789–91        | Stallbyggnad                     | Louis Jean Desprez                               | 1791 avstannar arbetena med schaktning                | Idag finns en stor grop i skogen och lösbrutna klippblock     |
|                | Turkiska kiosken       | 1788           | Kunglig rådstuga                 | Fredrik Magnus Piper och Louis Masreliez         | Renoveringar 1924                                     | Ingår ej i parkens visningar                                  |
|                | Övre Haga              | 1789–89        | Värdshus, orangeri, stall, fähus | Louis Jean Desprez och Christoffer Gjörwell      | Utökningar på 1840-talet genom Georg Theodor Chiewitz | Huvudbyggnaden nyttjas sedan 1960-talet som konstnärsateljé   |